# 지지신보
지지신보(時事新報)는 후쿠자와 유키치가 1882년 3월 1일 창간했던 일본의 신문이다. 게이오기주쿠 대학 및 그 출신자들이 운영에 많이 참여했다. 1936년 폐간됐으며 도쿄니치니치 신문에 합병됐다. 지금도 주식회사 지지신보사라는 이름으로 존속하고 있다.

## 역사
후쿠자와는 당초 정부에 몸담고 있는 이토 히로부미나 이노우에 가오루의 요청을 받아 친정부 성향의 신문을 만들 계획이었다. 하지만 1881년 메이지 14년의 정변을 통해 오쿠마 시게노부의 파벌에 속하는 각료들이 실각하면서 계획은 좌절되었다. 게이오기주쿠 출판국(지금의 게이오기주쿠 대학 출판회)이 이미 기자를 모집하고 인쇄 기계도 도입해 놓았기에 결국 게이오 차원의 독자적인 신문을 발행하기로 하여 지지신보를 창간했다. 지지신보는 지면을 다섯 부로 나누어 일본 신문으로선 처음으로 만화를 게재했으며 요리 레시피를 싣는 등 상당히 획기적인 구성을 선보였다.
지지신보의 논조는 국제 정세에 관한 것이 많았다. 후쿠자와는 국권론(国権論)에 눈을 떠 사설 등을 통해 국권론에 관한 주장을 전개했다. 그래서 조선에 관한 논설이나 중국에 관한 다양한 형태의 동양 정략을 자주 논했다. 국권론은 미토번 출신의 게이오 동창인 다카하시 요시오, 와타나베 오사무, 이사카 나오모토, 이시카와 간메이가 지면에서 물려받았으며 미토중학(지금의 이바라기현 미토 제일고등학교·부속중학교) 출신 마쓰키 나오미도 협력했다. 조약 개정 문제, 오사카 사건, 조선 문제가 일어날 때 지지신보는 대외적 강경론을 주장했다. 
1885년 1원 18일 오이 겐타로 일파가 이끄는 우에노 공원 전국 유지(有志) 대운동회가 3,000여 명을 동원해 시가지를 행진한 뒤 지지신보사 앞에서 만세를 연호하고 지지신보와 반대 논조를 가진 조야신문사 앞에서 방화 위협을 하는 사건이 일어났다. 이후 경찰이 출동하여 별일 없이 종료되었다.
지지신보는 창간 당시부터 국권황장(国権皇張), 불편부당(不偏不党)을 내세우며 정치 중심의 다른 신문과 달리 경제를 중시했다. 이 때문인지 1,500부로 시작한 발행 부수는 2년 후에 5,000부까지 성장했다.
1896년 로이터 통신과 독점 계약을 체결하여 1921년의 파리 강화회담, 1922년의 워싱턴 회담에서 특파원 이토 마사노리가 세계적 특종을 먼저 보도하여 세간에서 큰 주목을 받았다. 이후 다이쇼 중기에는 도쿄니치니치 신문, 호치 신문, 국민 신문, 도쿄 아사히 신문과 함께 도쿄 5대 신문으로 불리게 된다.
1905년 오사카에 진출했으며 메이지 말기에는 신문업계 대표 2명을 선출할 때 한 명은 지지신보에서, 나머지 한 명은 추첨으로 결정하도록 하여 지지신보의 업계 내 지위가 높아졌다. 하지만 나중에 간토 대지진의 영향으로 실적이 악화되어 부수가 감소했다.
다이쇼 후기에서 쇼와 전기에 걸쳐 도쿄의 신문 점유율은 호치 신문(후의 요미우리 신문), 도쿄니치니치 신문(후의 마이니치 신문), 도쿄 아사히 신문(후의 아사히 신문) 등 3사가 상위를 차지하고 이를 지지신보와 국민 신문이 뒤쫓는 형태가 되었다. 또한 『만조보』 이하의 작은 신문들은 부수 경쟁에서 탈락해 갔다.
1934년 1월 17일부터 무토 산지 사장이 기획한 새 시리즈 「반초회(番町会)를 파헤치다」가 지지신보 지면에서 새롭게 시작됐다. 이는 당시 일본에 만연하는 재계의 부정을 규탄하는 특집기사로 자극적인 논조와 함께 각계에서 큰 반향을 불러일으켰다. 그리고 이 기사는 쇼와 초기의 스캔들인 제인 사건에도 영향을 미쳐 그때까지 적자에 빠져 있던 지지신보의 실적은 흑자로 전환하고 부수도 크게 늘었다. 그러나 무토 사장이 괴한에게 사살당하면서 해당 시리즈는 종료되었다. 그리고 지지신보의 앞길에는 서서히 먹구름이 끼게 됐다.
이후 게이오기주쿠 출신으로 도쿄니치니치신문의 다카이시 신고로에게 경영 지원을 요청하지만 당시 도쿄니치니치신문은 경영이 어려운 시기라 바빴기 때문에 이를 고사하고 대신 사외 임원인 마에다 히사키치를 추천했다. 이렇게 해서 1935년 11월 마에다가 전무가 되어 지지신보의 경영에 참가하게 되었다. 하지만 마에다가 오사카에서 시도했던 경영 기법이 게이오 파벌이 다수인 지지신보사 내의 체질과 상반되면서 한때 호전됐던 지지신보의 실적은 다시 악화되었다. 다카이시는 책임을 지는 형태로 1936년 12월 25일에 지지신보를 도쿄니치니치신문에 합병됐고 지지신보사 법인은 해산되었다.
또한 도쿄니치니치신문은 1943년 1월 1일 오사카마이니치신문과 제목을 통일하여 『마이니치신문』이 되는데 그때까지 약 7년간 도쿄니치니치신문 제호 아래에 '지지신보 합동(合同)'이라는 문자가 있었다.

### 복간
1945년 패전으로 GHQ의 점령 하에 놓이면서 일본신문연맹 등의 용지 할당 기능이 10월 26일부터 정지되었다가 신문 및 출판 용지 할당위원회가 조직되어 곧바로 신문의 발행이 가능해졌다.
1946년 1월 1일 전전의 지지신보에서 주필로 근무하던 이타쿠라 다쿠조와 산케이 신문을 이끌던 마에다 등에 의해 지지신보가 복간되었다. 하지만 복간 후에 마에다가 공직추방당하면서 지지신보사와 산케이 신문사의 경영에서 잠시 손을 떼게 되었다.
복간했을 당시 신흥지 붐의 영향으로 명문 부활이라고 칭송받은 지지신보의 실적은 견실했으나 다른 신문들의 반격을 받아 곧 실적이 떨어졌다.
1950년 산케이 신문의 전국지화를 목표로 도쿄에 입성한 마에다가 이타쿠라의 후임이 되어 지지신보의 경영을 담당했다. 이때부터 산케이 신문과 형제 관계가 되었고 1955년 결국 산케이 신문에 합병된다. 도쿄에서 발행하던 산케이 신문은 산케이지지(産経時事)로 제호를 바꿨다.
이후 지지신보는 오사카 본사와 제호를 맞춰 현재의 산케이 신문이 되었다. 처음에는 세로로 써진 제호 아래에 지지신보 합동이라는 문자를 병기했으나 1969년 가타카나로 제호를 고치면서 이것도 사라졌다. 다만, 지지신보의 제호 및 저작권에 관한 일체의 권리는 여전히 산케이 신문사가 가지고 있다.